# ななこまっしぐら!
『ななこまっしぐら！』は、小池恵子による日本の4コマ漫画作品。竹書房の雑誌『まんがライフ』（月刊）にて2004年7月号から2020年4月号まで連載。また、同社の『まんがくらぶオリジナル』（月刊）でも並行して2003年5月号から2007年1月号まで連載された。読み切りとして掲載されていた当時は「あまい♥せいかつ」というタイトルだった。

## 作品概要
主人公ななこが友達の結婚式で出会ったタクに一目惚れし、その1ヶ月後に結婚する場面から本作品は始まる。本作品は2人を中心にほのぼのとした日常を描いている。
作者のデビュー作「あれるげん。」に一度だけ登場したカップルがキャラクターの原型の一部となっている。

## 登場人物
佐藤ななこ（さとう ななこ）
主人公。主婦。
元気で明るく天真爛漫な頑張り屋。何をするにもまっしぐらに全力をそそぐ。一方で冷静かつ合理主義的な一面も持つ。妄想癖がある。
目標は「しっかり者のいい奥さん」。家事に関して常に「自分との戦い」を意識していて、家事の手際を良くなるよう修行している。趣味は節約と万歩計の歩数稼ぎ。
タクのことを心の底から愛しており、帰宅するとタックルをして抱きつく。街中でタクを見かけたときも同様の行動をとる。
運動神経が非常によい。補助輪付でしか乗れなかった自転車も、特訓により曲乗りが出来るようになる。納豆が大好物。猫好きだが、触ると皮膚炎になるアレルギー体質のため、触ろうと接近→思い止まって急停止をよく繰り返している。一度眠ると多少強い地震などがあっても朝まで起きない。
名前の由来は「砂糖七個」から。
佐藤タク（さとう タク）
ななこの夫。サラリーマン。眼鏡をかけている。趣味は読書。
温厚で冒険心が無く、堅実を重んじている。ななこの妄想やまっしぐらすぎる行動に突っ込みを入れつつも、一緒になって節約や家事などの生活を楽しんでいる。
実はアルコールに異常に強い体質。ただし本人は全く酔えない（＝酒を楽しめない）せいで酒好きではなく、普段は職場の付き合いで飲むだけ。酔っ払いに絡まれたり後始末を押し付けられるのを防ぐため、酒豪体質の事はななこ以外には秘密にしている。
ななことは反対に、納豆が苦手。ウルトラマンの声のようなくしゃみをする。実はななこより家事が上手。休みの日や早く帰ってきた平日には代わりに台所に立ったり、一緒に掃除をすることもある。
密かに薄毛の事を気にしている。
名前の由来は「砂糖たくさん」から（ななこからはタクさんと呼ばれている）。
薬師丸 将（やくしまる しょう）
ドラッグストア店員。
元ヤンキーだが今は立派な社会人。「薬師丸」と言う名字のためか、薬剤師と間違えられてしまうことが悩み。
商品知識の勉強やPRに抜かりがなく、店内の様子に目端がきく仕事人。店にやって来るお得意様を心から愛していて、その一人であるななこの店内での行動に対して心の中で逐一突っ込みを入れている。
自宅で猫を飼っており、店で猫型グッズを仕入れたときはシリーズ買いするなど、ななこに負けず劣らずの猫ばか。4巻からは、ただの店員とお得意さんの関係だったななこ達夫婦と個人的に知り合い、話をするようになった（そのきっかけも猫絡み）。陰で佐藤夫婦から「やっくん」とあだ名されている。
作者の別作品『うちは寿!』に脇役で登場したことがある。
名前の由来は調味料の醤油から「しょう」の語を使ったもの。
汐路 ミカ（しおじ ミカ）
フリーのイラストレーター。佐藤家の隣の部屋に住む。
夜型であること、近所づきあいを避ける性格などから佐藤家との接触はあまりなく、引っ越しの挨拶で一度会ったきり。このためななこ達は彼女の顔をほとんど忘れており、出かける先でたびたび見かけることはあってもお隣さんだと気付いていない。
一方の汐路のほうは佐藤夫妻が隣人だと知っているが、性格上ななことはそりが合わないだろうと思っているため、近所づきあいをするつもりがない。ただし、じつは笑いのツボや興味をそそられるポイントが一緒だったり、一度眠ると多少のことがあっても起きない所など、意外と共通する点がある。
発注さえあれば、エロ、グロ、メルヘンなどジャンルに関係なく描くプロ。絵描きとして普段から人間観察や資料探しをする癖があり、自宅にはそうした結果として人体模型や各種制服や芸能人の写真集（身体を描くため）など個性的な「資料」が並んでいる。
名前の由来は調味料の「塩」から。

## 書誌情報
- 小池恵子『ななこまっしぐら！』 竹書房〈バンブーコミックス〉、全12巻
  1. 2005年2月27日発行（2005年1月27日発売）、ISBN 4-8124-6096-4
  2. 2006年3月16日発行（2006年2月16日発売）、ISBN 4-8124-6433-1
  3. 2007年1月16日発行（2006年12月16日発売）、ISBN 4-8124-6539-7
  4. 2008年1月17日発行（2007年12月17日発売）、ISBN 978-4-8124-6779-4
  5. 2009年12月31日発行（2009年12月7日発売）、ISBN 978-4-8124-7207-1
  6. 2012年10月11日発行（2012年9月27日発売）、ISBN 978-4-8124-7992-6
  7. 2013年7月11日発行（2013年6月27日発売）、ISBN 978-4-8124-8319-0
  8. 2014年12月11日発行（2014年11月27日発売）、ISBN 978-4-8019-5042-9
  9. 2016年11月28日発行（2016年11月14日発売）、ISBN 978-4-8019-5693-3
  10. 2018年7月27日発行（2018年7月13日発売）、ISBN 978-4-8019-6333-7
  11. 2019年9月27日発行（2019年9月13日発売）、ISBN 978-4-8019-6746-5
  12. 2020年4月10日発行（2020年3月27日発売）、ISBN 978-4-8019-6904-9